# Louie Kelcher
(en) Statistiques sur pro-football-reference
Louis James Kelcher Jr (né le 23 août 1953 à Beaumont) est un joueur américain de football américain.

## Lycée
Kelcher étudie au lycée français de Beaumont.

## Carrière

### Université
Il entre ensuite à l'université méthodiste du Sud (SMU), jouant avec l'équipe de football américain des Mustangs.

### Professionnel
Louis Kelcher est sélectionné au second tour du draft de la NFL de 1975 par les Chargers de San Diego au trentième choix. Pour sa première saison, Kelcher est positionné comme defensive tackle titulaire, jouant treize matchs; il est nommé dans l'équipe des rookies de la saison 1975. En 1977, Kelcher participe au Pro Bowl pour la première fois et se montre comme un des meilleurs joueurs de la NFL sur la ligne défensive.
En 1980, il forme avec Fred Dean et Gary Johnson, une des meilleures défenses de la ligue. Dean et Johnson sont nommés dans l'équipe de la saison alors de Kelcher est nommé dans la seconde. Le trio qui sera rejoint par Leroy Jones seront surnommés The Bruise Brothers. De 1979 à 1981, San Diego remporte la poule AFC West et participe aux play-offs en 1982. À partir de cette saison, Kelcher devient un remplaçant, ne jouant plus que rarement.
Il s'engage en 1984 avec les 49ers de San Francisco et remporte le seul Super Bowl de sa carrière, le Super Bowl XIX.

## Palmarès
- Équipe des rookies de la saison 1975
- Équipe de la saison de la NFL 1978
- Seconde équipe de la saison de la NFL 1977 et 1980
- Sélectionné au Pro Bowl en 1978, 1979 et 1981
- Équipe de la saison pour la conference American Football Conference en 1977, 1978 et 1980
- Intronisé en 2006 au Breitbard Hall of Fame